# عمر لي
عمر لي (بالإنجليزية: Umar Lee)‏ هو كاتب أمريكي، ولد في 18 سبتمبر 1974 في سانت لويس في الولايات المتحدة.